# Selección de balonmano de Brasil
La Selección de balonmano de Brasil es el equipo formado por jugadores de nacionalidad brasileña que representa a la Confederación Brasileña de Balonmano en las competiciones internacionales organizadas por la Federación Internacional de Balonmano (IHF) o el Comité Olímpico Internacional (COI).

## Palmarés
- Campeonato Panamericano de Balonmano (3): 2006, 2008, 2016
- Campeonato Sudamericano y Centroamericano de Balonmano (1): 2022
- Juegos Panamericanos (3): 2003, 2007, 2015
- Juegos Suramericanos (3): 2010, 2014, 2018

Es la selección que más títulos posee de esta competición.
- Campeonato Sudamericano de Balonmano (1): 2003

## Selección actual
| Seleccionador       | Seleccionador            | Daniel Gordo         | Daniel Gordo                               | Daniel Gordo | Daniel Gordo |
| Asistente           |                          |                      |                                            |              |              |
| Asistente           |                          |                      |                                            |              |              |
| Médico              |                          |                      |                                            |              |              |
| D                   | Nombre                   | Edad                 | Club                                       |              |              |
| Arqueros            |                          |                      |                                            |              |              |
| 1                   | Maik Santos              | 06/09/1980 (44 años) | Handebol Taubaté                           |              |              |
| 89                  | César Augusto De Almeida | 06/01/1989 (36 años) | Club Balonmano Granollers                  |              |              |
| -                   | Andre Amorim             | 11/05/1996 (28 años) | Club Balonmano Villa de Aranda             |              |              |
| Extremos izquierdos |                          |                      |                                            |              |              |
| 18                  | Felipe Borges            | 04/05/1985 (39 años) | Montpellier Agglomération Handball         |              |              |
| 4                   | Andre Soares             | 13/02/1984 (41 años) | Handebol Taubaté                           |              |              |
| Extremos derechos   |                          |                      |                                            |              |              |
| 19                  | Fábio Chiuffa            | 10/03/1989 (36 años) | Asociación Deportiva Ciudad de Guadalajara |              |              |
| 9                   | Lucas Candido            | 19/03/1989 (35 años) | Handebol Taubaté                           |              |              |
| Armadores           |                          |                      |                                            |              |              |
| -                   | Joao Pedro Da Silva      | 29/01/1994 (31 años) | Chambéry Savoie Handball                   |              |              |
| 13                  | Diogo Hubner             | 30/01/1983 (42 años) | Esporte Clube Pinheiros                    |              |              |
| 2                   | Henrique Teixeira        | 27/02/1989 (36 años) | BM Granollers                              |              |              |
| 14                  | Thiagus Petrus           | 25/01/1989 (36 años) | SC Pick Szeged                             |              |              |
| 26                  | Oswaldo Guimaraes        | 23/10/1989 (35 años) | Helvetia Anaitasuna                        |              |              |
| 37                  | Haniel Vinicius Langaro  | 3/07/1990 (34 años)  | Naturhouse La Rioja                        |              |              |
| 28                  | Leonardo Felipe Santos   | 30/05/1994 (30 años) | Ademar                                     |              |              |
| 10                  | José Toledo              | 11/01/1994 (31 años) | Orlen Wisła Płock                          |              |              |
| Pivots              |                          |                      |                                            |              |              |
| 17                  | Alexandro Pozzer         | 21/12/1988 (36 años) | Club Balonmano Puerto Sagunto              |              |              |
| 3                   | Ales Silva               | 06/02/1986 (39 años) | Asociación Deportiva Ciudad de Guadalajara |              |              |
| -                   | Vinicius Teixeira        | 03/04/1988 (36 años) | BM Granollers                              |              |              |